# Тегуаньинь
Тегуаньи́нь (кит. трад. 鐵觀音, упр. 铁观音, пиньинь tiěguānyīn, кант.-рус. титкуньям, хокло Thih-koan-im, буквально — «железная Гуаньинь») — полуферментированный чай улун, занимающий промежуточное положение между зелёными чаями и красными (по-русски обычно именуемыми чёрными). В Китае этот чай относят к сине-зелёным (или бирюзовым). Тегуаньинь — крупнолистовой чай. Для его производства лист собирают более зрелый, чем для зелёного чая. Слабая ферментация сохраняет витамины и танин, активизирует кофеин и создаёт условия для образования новых эфирных масел и соединений, придающих чаю своеобразный вкус и особо сильный пряно-фруктовый аромат.
Тегуаньинь — один из самых знаменитых китайских улунов родом из уезда Аньси (юг провинции Фуцзянь). Монахи выращивали в этой местности чай ещё при династии Тан (VII—IX вв.).

## Легенда
Был чаевод по имени Вэй Цинь, живший в городке Шанъяо местности Аньси. Он подносил три чашки ароматного зелёного чая бодхисаттве Гуаньинь каждое утро и вечер. Он продолжал делать это больше десяти лет. Однажды ночью чаеводу приснилось, что на горном утёсе есть дерево, от которого исходит странный аромат. На следующий день он взобрался на гору и в самом деле нашёл чайное дерево из своего сна. Он взял черенок чайного дерева и посадил в железную кастрюлю у себя дома. Через два-три года дерево сильно разрослось, чаевод собрал листья, заварил их и напоил своих друзей. Все были в восторге от необычайного вкуса чая. Когда же чай отведал учитель местной школы, он поинтересовался, что это за чай, но название чаю ещё не было дано. Тогда чаевод почтительно попросил учителя дать название ароматному чаю. Учитель сказал: «Этот чай во сне послала тебе Гуаньинь, ты вырастил его в железной кастрюле, так назови его „Железной Гуаньинь“».
Существует ещё одна легенда про Те Гуань Инь под названием «Ван». Это имя ученого, который жил в Древнем Китае. Он обнаружил необычные растения под скалой Гуаньинь в городке Сипин. Ван принес выкопанные растения к себе домой и стал их изучать и выращивать. Со временем учёный понял, что из листьев этого растения можно делать чай, который получался с приятным вкусом. Однажды в Сипин приехал император Цяньлун. Ван преподнес ему подарок в качестве нового заваренного чая. Император был очень удивлен вкусом этого напитка и с удовольствием выслушал всю историю его открытия и выращивания. В тот же день Цяньлун дал чаю название Те Гуань Инь, в честь названия скалы, где его обнаружил Ван.

## Дегустация
- Цвет: светло-зелёный.
- Аромат: опьяняющий, цветочный, с выраженной ноткой только что распустившейся сирени.
- Вкус: богатый, слегка сладковатый, освежающий.
- Послевкусие: свежее, яркое, необычайно длительное.
- Совместимость с едой: рекомендуется как аперитив либо как самостоятельный напиток между приёмами пищи.

## Технология изготовления
- Сбор свежего молодого листа;
- Проветривание;
- Подсушивание на солнце;
- Подготовка (встряхивание — укладывание в кучи);
- Прокаливание;
- Скручивание;
- Завяливание;
- Повторное завяливание;
- Повторное скручивание;
- Подсушивание на медленном огне;
- Просеивание.

Только после тщательного выполнения перечисленных процедур получается готовая продукция.

## Заваривание
В гайвань кладется 8 граммов чая, заливается водой, нагретой до температуры 95 градусов (начало кипения). После непродолжительного заваривания первая заварка сливается. Это делается для того, чтобы чайный лист раскрылся, и чтобы промыть его. Затем чай в гайвани снова заливается горячей водой, заваривается около минуты, после чего выливается в открытый чайник (чайник справедливости), откуда чай разливается по маленьким пиалкам.
Этот процесс повторяется от 5 до 13 раз, в зависимости от качества Тегуаньинь.